# Museo italiano dell'immaginario folklorico
Il Museo italiano dell'immaginario folklorico è una istituzione culturale a San Michele di Piazza al Serchio.
Raccoglie e studia fiabe, leggende, spauracchi dei bambini, credenze su animali, piante, acque, rocce, fenomeni atmosferici, pratiche contadine. Valorizza racconti che hanno rappresentato per secoli la geografia dei territori, così come li hanno visti le popolazioni che li abitavano.

## Storia
Il Museo trae le sue origini dalla ricerca sulla cultura orale sui territori dei Comuni di Giuncugnano, Minucciano, Piazza al Serchio e Sillano commissionata nel 1996 dal Comune di Piazza al Serchio a Alberto Borghini. Il materiale raccolto, unito a quello proveniente da altre ricerche simili successive, avviate dallo stesso Borghini al Politecnico di Torino e all'Università di Pisa, hanno dato vita nel 2000 al Centro di Documentazione della Tradizione Orale (CDTO) di Piazza al Serchio. Nel 2006 il Comune ha deciso di aprire un museo in cui collocare il consistente materiale raccolto proveniente  anche da molte regioni italiane; la sede è stata inaugurata nel giugno 2019 affidandone la gestione alla Associazione La Giubba.

## Patrimonio
Il museo custodisce un cospicuo archivio formato da testi (ricerche inedite, tesi di laurea), nonché materiali multimediali (registrazioni audio e video), che contengono migliaia di racconti (fiabe, miti, leggende, credenze, superstizioni, rituali, canti popolari) raccolti dalla viva voce di testimoni e informatori da Alberto Borghini, attraverso l'attività dei suoi studenti e dei membri dell'Associazione "La Giubba".
ll patrimonio del museo arricchito nel corso degli anni è composto dal seguente materiale:
- 80 tesi di laurea magistrale (Politecnico di Torino, Università degli studi di Pisa)

- ricerche
  - 750 ricerche per esami universitari
  - 60 ricerche di alunni provenienti da varie scuole italiane

- registrazioni
  - 1.090 registrazioni audio
  - 421 registrazioni video
  - numero non inventariato di registrazioni digitali audio e video

- disegni
  - circa 100 disegni di alunni della scuola del primo ciclo
  - una raccolta di 50 disegni realizzati da studenti del Liceo artistico musicale Passaglia di Lucca[6]

## Spazi fruibili

### Sala della narrazione

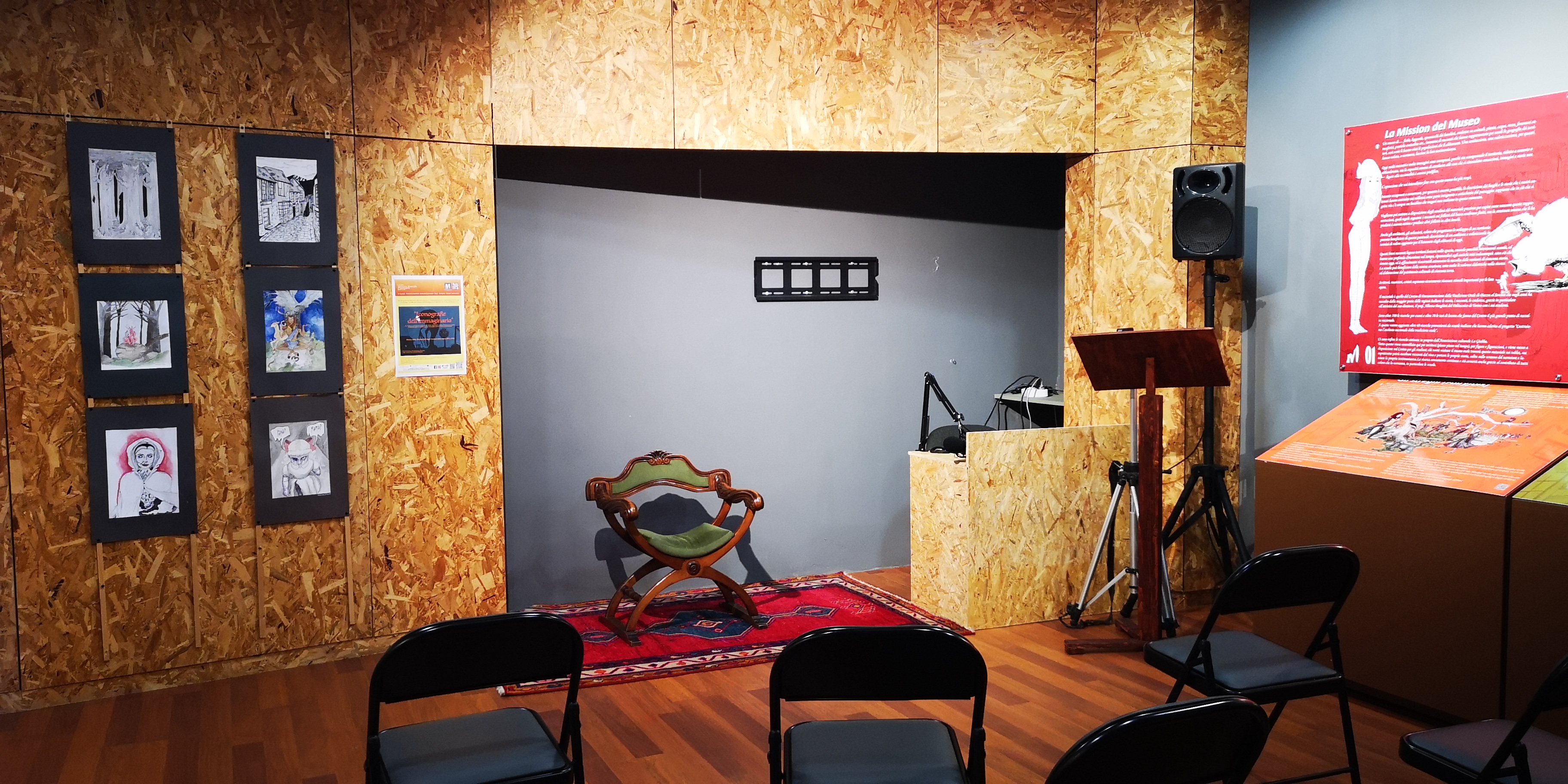
Sala della narrazione.

Un'ampia sala utilizzata per presentare libri, tenere conferenze, per entrare nei meandri del museo. Alle sue pareti grandi pannelli illustrano i contenuti e gli obiettivi del museo, preparando il visitatore al viaggio; aiutano nel percorso i tablet in dotazione e il grande schermo presente nella sala. Alle pareti una raccolta di disegni ispirati, agli studenti del Liceo Artistico Musicale ”Passaglia” di Lucca, dalla lettura di alcuni dei racconti conservati nel museo. I disegni sono  rappresentativi delle varie figure della paura di cui i racconti trattano.

### Sala dell'intreccio e della tessitura

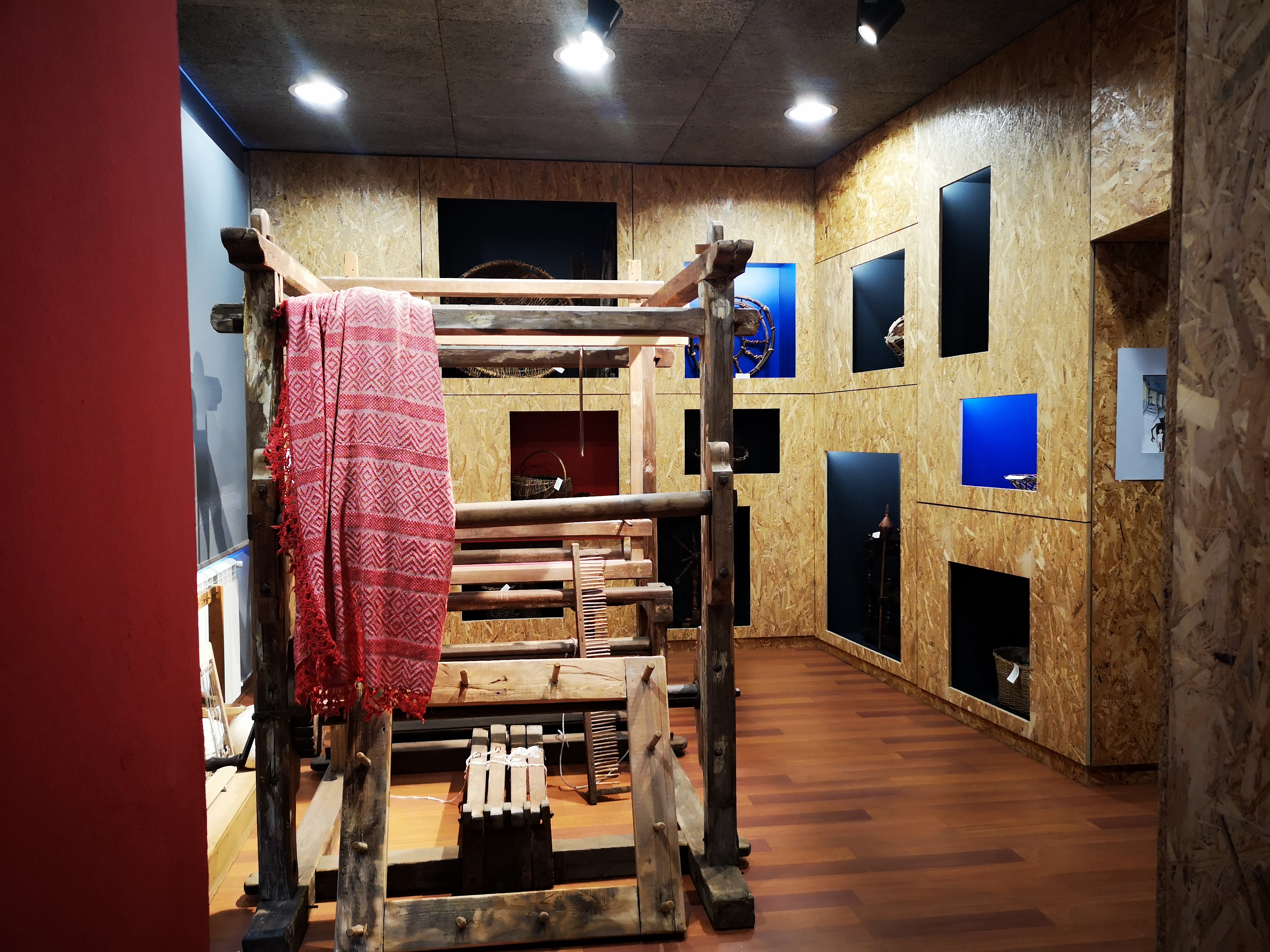
Sala della tessitura.

La stanza contiere i manufatti del folklore (principalmente cesti) e un vecchio telaio funzionante. Il visitatore approfondisce la visita e la conoscenza degli oggettui attraverso i collegamenti ad internet sul tablet personale o in dotazione del museo. Il sottofondo della stanza è costituito da fiabe della tradizione orale.
I cesti derivano da una mostra sull’intrecciatura tradizionale in area lucchese, organizzata dal Centro Tradizioni Popolari della provincia di Lucca diretto da Gastone Venturelli allestita a Roma nel Museo Nazionale delle Arti e Tradizioni Popolari nel 1984 per 30 giorni.
Nel 1999, in occasione dell’intitolazione della Biblioteca comunale di Piazza al Serchio a Gastone Venturelli, l’erede Maria Elena Giusti ha donato alcuni cesti alla biblioteca stessa. Nella progettazione del nuovo Museo, che veniva collocato nello spazio della biblioteca, si ritenne importante creare un’apposita sezione per questi cesti, salvandoli da ulteriori spostamenti e valorizzando la metafora dell’intrecciatura. Successivamente la sede della biblioteca e del museo fu chiusa a causa dei danni prodotti allo stabile dal terremoto del  1913 e così i cesti furono spostati nella nuova sede museale.
La storia del telaio, tuttora funzionante, è analoga. In questo caso si tratta di un oggetto acquistato insieme ad altri due, per attività laboratoriali della scuola di Magliano e del territorio circostante. Nel tempo gli altri due sono scomparsi e questo, non trovando più una collocazione nella sede scolastica, è stato spostato nella sala attuale, dove ha trovato nuova vita.

### Sala del Maggio drammatico

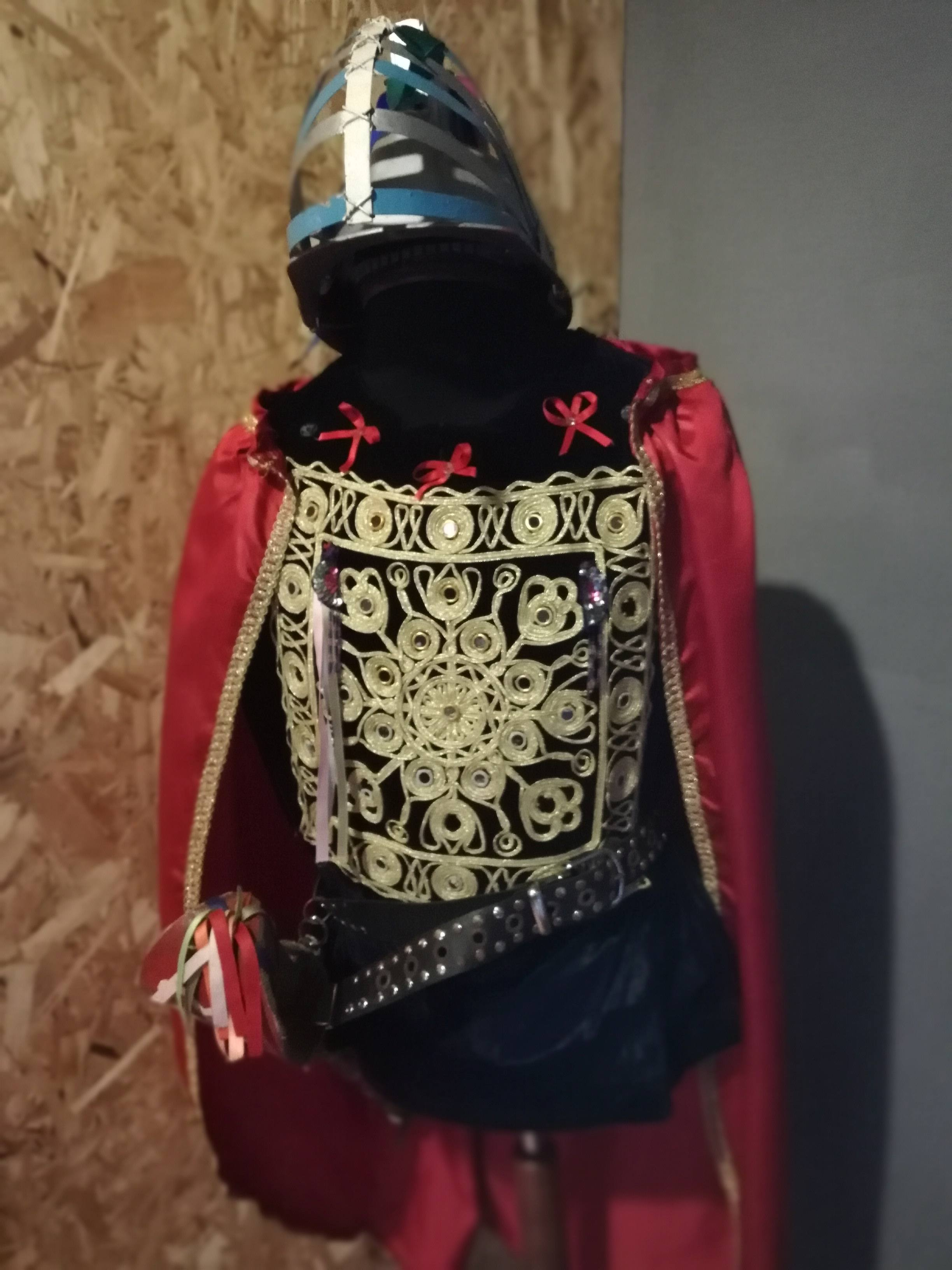
Costume per le rappresentazioni del Maggio drammatico.

In questa sala, dedicata al "Canto del Maggio", è presente un angolo con computer, cuffie e grande schermo che permettono di visualizzare i materiali presenti in archivio, con la possibilità di effettuare ricerche personali sul database del Museo.
Il materiale è relativo al "Maggio drammatico" che è una forma di teatro popolare cantato, che ha avuto, nella valle del Serchio e nelle zone circostanti, un ruolo culturale assai importante. Nella sala è esposto un tipico costume utilizzato dai "maggianti" durante le rappresentazioni.

### Biblioteca e Archivio
La biblioteca del museo raccoglie testi, tesi di laurea e ricerche catalogati in un database accessibile in locale da parte di ricercatori, studenti o semplici appassionati.
Nello spazio adibito a biblioteca è presente una collezione di 30 maschere, riprodotte in scala, che venivano utilizzate soprattutto nelle rappresentazioni teatrali o in feste popolari come il Carnevale e circa 15 maschere tra africane, asiatiche e valdostane.

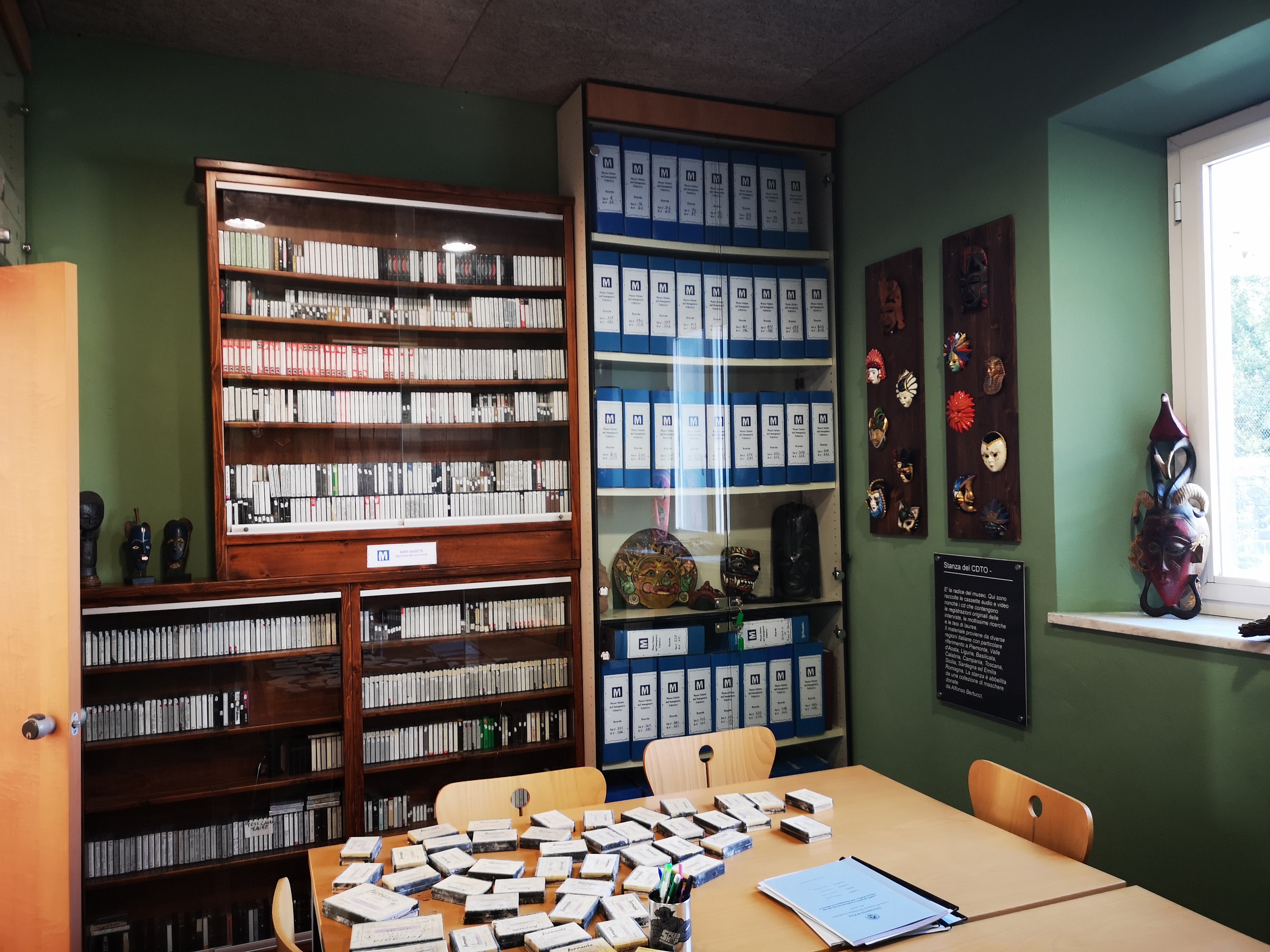
Archivio del museo con la collezione di maschere.
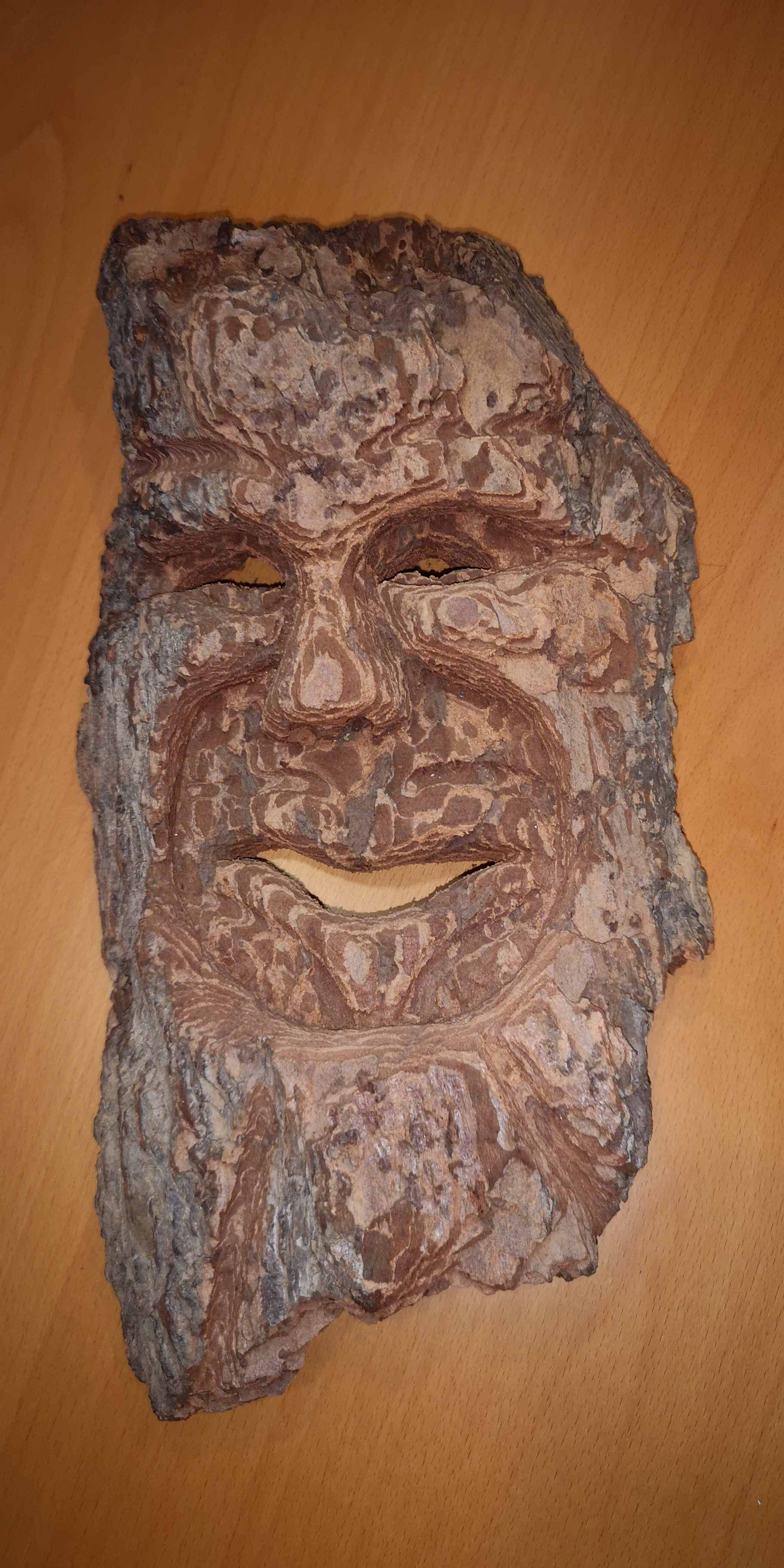
Maschera valdostana
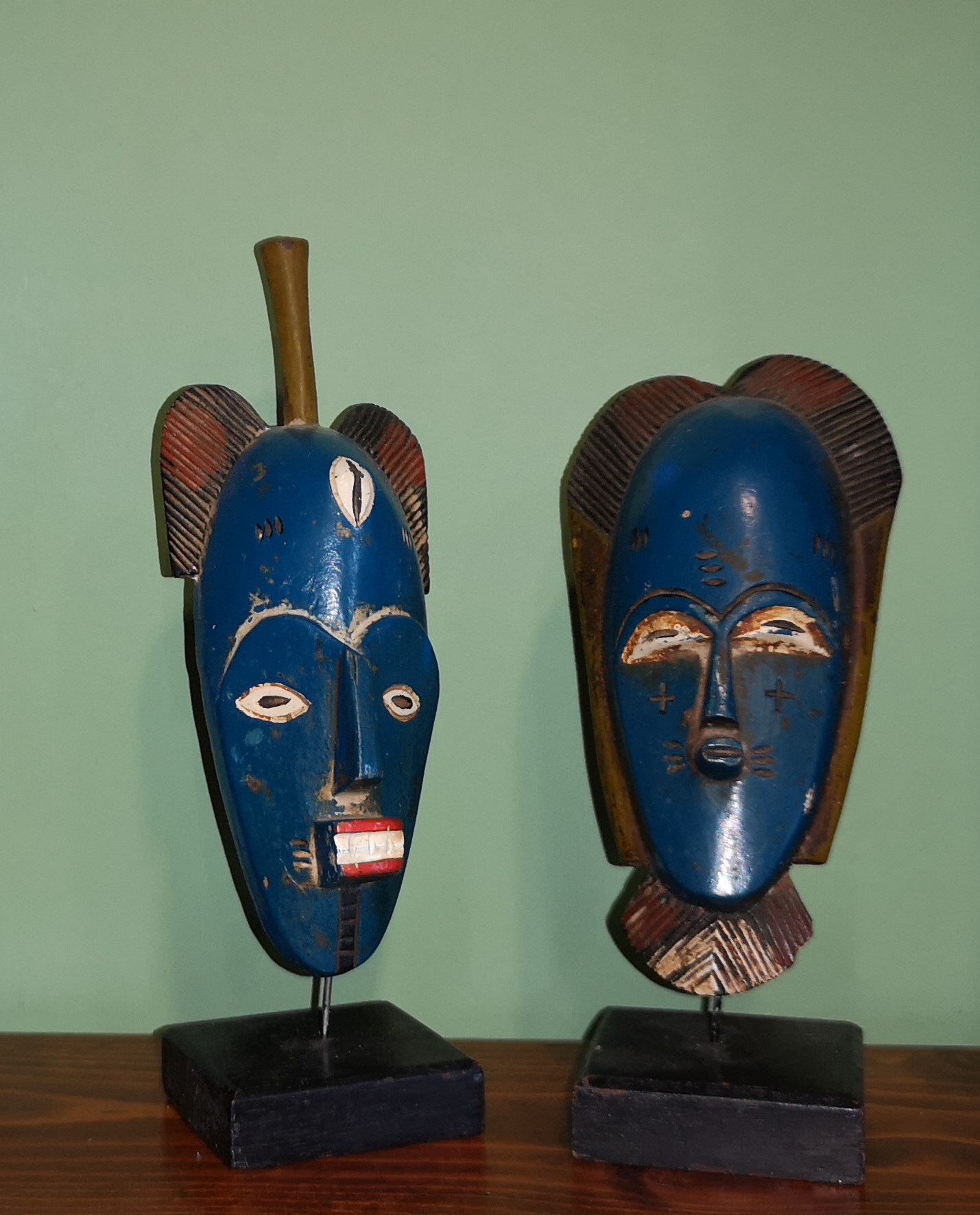
Maschere blu
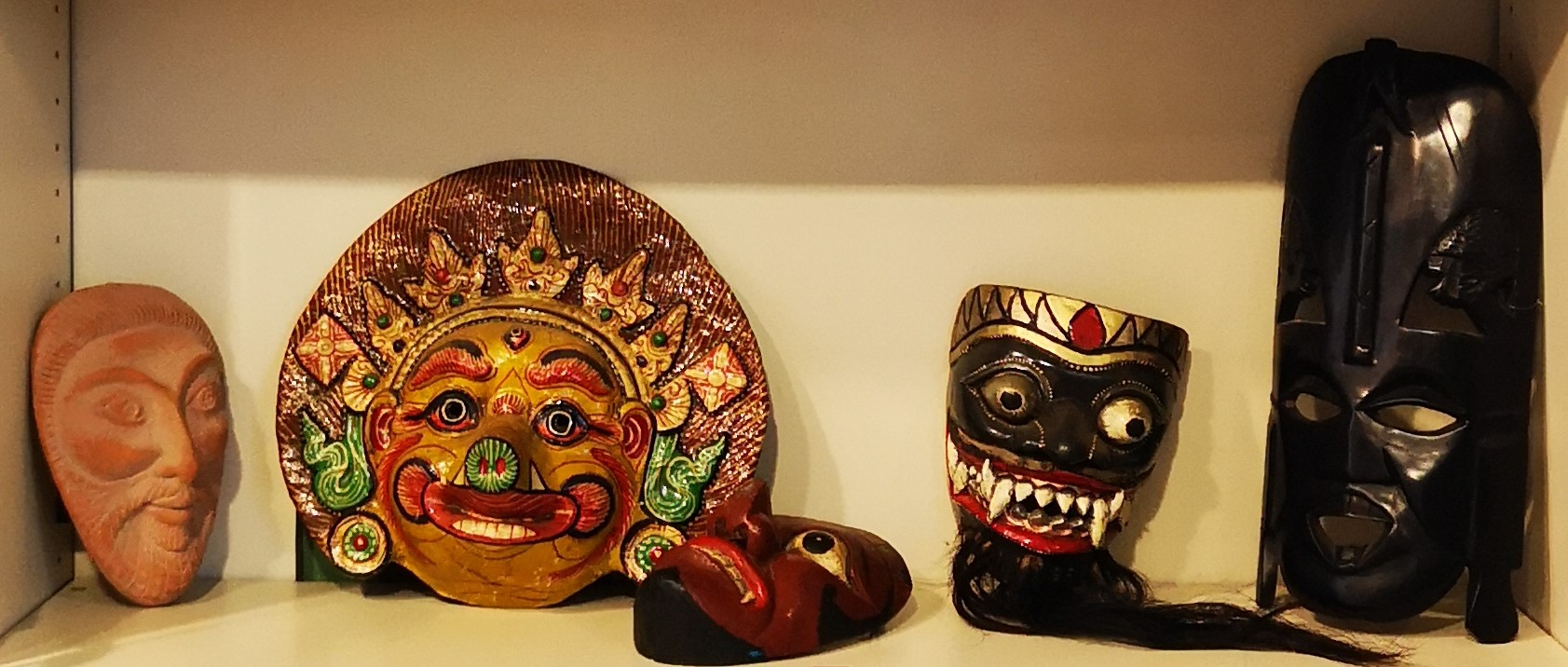
Gruppo di cinque maschere di varia origine.

## Attività accademiche e editoriali
Il personale del museo offre consulenza alla ricerca sui materiali posseduti:
- Collana: Che storie ragazzi!, editore Tralerighe libri
- Rivista Serclus[9]